# Satoshi Ōmura
Satoshi Ōmura (大村智, Ōmura Satoshi; Yamanashi, 12 de julho de 1935) é um bioquímico japonês.
É conhecido pela descoberta e desenvolvimento de vários micro-organismos que ocorrem originalmente em medicamentos.
Recebeu o Nobel de Fisiologia ou Medicina de 2015, juntamente com William Cecil Campbell e Tu Youyou, por descobertas concernentes a uma nova terapia contra infecções causadas por parasitas nematoda.

## Publicações selecionadas
- Ōmura, S.; wai, A.; Hirano, A.; Nakagawa, A.; Awaya, J.; Tsuchiya, H.; Takahashi, Y.; Masuma, R. (1977). «A new alkaloid AM-2282 of Streptomyces origin: Fermentation, isolation and preliminary characterization». J. Antibiot. 30 (4): 275–282. PMID 863788. doi:10.7164/antibiotics.30.275
- Burg, R. W.; Miller, B. M.; Baker, E. E.; Birnbaum, J.; Currie, S. A.; Hartman, R.; Kong, Y.-L.; Monaghan, R.; Olson, G.; Putter, I.; Tunac, J. B.; Wallick, H.; Stapley, E. O.; Oiwa, R.; Ōmura, S. (1979). «Avermectins, new family of potent anthelmintic agents: producing organism and fermentation». Antimicrob. Agents Chemother. 15 (3): 61–367. PMC 352666. PMID 464561. doi:10.1128/AAC.15.3.361
- Hopwood, D.A.; Malphatida, F.; Kieser, H.M.; Ikeda, J.; Juncan, J.; Fujii, B.A.M.; Rudd, H.; Floss, G.; Ōmura, S. (1984). «Production of 'hybrid' antibiotics by genetic engineering». Nature. 314 (6012): 642–644. PMC 180355. PMID 3460518. doi:10.1038/314642a0
- Ikeda, H.; Nonomiya, T.; Usami, M.; Ohta, T; Ōmura, S. (1999). «Organization of the biosynthetic gene cluster for the polyketide anthelmintic macrolide avermectin in Streptomyces avermitilis». Proc. Natl. Acad. Sci. 96 (17): 9509–9514. Bibcode:1999PNAS...96.9509I. PMC 22239. PMID 10449723. doi:10.1073/pnas.96.17.9509
- Hayashi, M.; Rho, M.-C.; Enomoto, A.; Fukami, A.; Kim, Y.-P.; Kikuchi, Y.; Sunazuka, T.; Hirose, T.; Komiyama, K.; Ōmura, S. (2002). «Suppression of bone resorption by madindoline A, a novel nonpeptide antagonist to gp130». Proc. Natl. Acad. Sci. 99 (23): 14728–14739. PMC 137487. PMID 12417753. doi:10.1073/pnas.232562799
- Hirose, T.; Sunazuka, T.; Ōmura, S. (2010). «Recent development of two chitinase inhibitors, argifin and argadin, produced by soil microorganisms (Rev. article)». Proc. Jpn. Acad. 86 (2): 85–102. PMC 3417560. PMID 20154467. doi:10.2183/pjab.86.85
- Matoba, N.; Husk, A.S.; Barnett, B.W.; Pickel, M.M.; Arntzen, C.J.; Montefiori, D.C.; Takahashi, A.; Tanno, K; Omura, Satoshi; Cao, C.; Mooney, J.P.; Hanson, C.V.; Tanaka, H. (2010). «HIV-1 Neutralization Profile and Plant-Based Recombinant Expression of Actinohivin, an Env Glycan-Specific Lectin Devoid of T-Cell Mitogenic Activity». PLOS ONE. 5 (6): e11143. Bibcode:2010PLoSO...511143M. PMC 2886112. PMID 20559567. doi:10.1371/journal.pone.0011143
- Nakano, H.; Ōmura, S. (2009). «Chemical biology of natural indolocarbazole products: 30 years since the discovery of staurosporine (Review article)». J. Antibiot. 62 (1): 17–26. PMID 19132059. doi:10.1038/ja.2008.4
- Ōmura, S. (2011). «Microbial metabolites: 45 years of wandering, wondering and discovering». Tetrahedron. 67 (35): 6420–6459. doi:10.1016/j.tet.2011.03.117